# Крістофер Лоґ
Крі́стофер Лоґ (англ. Christopher Logue; 23 листопада 1926 — 2 грудня 2011) — англійський поет, пов'язаний із рухом «Відродження британської поезії», пацифіст.

## Життєпис
Народився в Портсмуті (Гемпшир) і виріс в його околицях. Був єдиною дитиною батьків середньо віку — Джона та Моллі Лоґів, які одружились пізно. Відвідував римо-католицькі школи, зокрема Коледж святого Івана в Портсмуті, Коледж Пріор-Парк, а відтак перевівся до Портсмутської середньої школи. За призовом записався до Чорної Варти, і був відправлений до Палестини. 1945 року був засуджений військовим судом за участь у схемі з продажу крадених розрахункових книжок до 16 місяців ув'язнення, які частково провів у Аккській в'язниці. Із 1951 по 1956 рік мешкав у Парижі, де товаришував із Александером Троккі.
1958 року брав участь у першому з олдермастонських маршів, організованому Комітетом прямої дії проти ядерної війни. Також був членом Комітету 100. Відбув місяць у в'язниці за відмову припинити участь у сидячому протесті на Парламентській площі 17 вересня 1961 року. Крістофер Лоґ став свідком слів Бертрана Расселла до магістрата Бов-стріт: «Я прийшов сюди, аби врятувати ваші життя. Але, почувши, що ви хочете сказати, я думаю, що цілі не виправдовують способи». У відкритій в'язниці Дрейк-Голл Крістофер Лоґ був примушений до роботи разом із товаришами-протестувальниками: «Якийсь мудрагель призначив нам це» — що завершилось знищенням заводу амуніції.
Крістофер Лоґ протягом багатьох років товаришував із письменником і перекладачем Острином Вейнгаузом, з яким десятиліттям вів веселе листування.

## Родина
Був одружений із біографкою Розмері Гілл із 1985 року. Крістофер Лоґ помер 2 грудня 2011 року, у віці 85 років.

## Твори
- Patrocleia, University of Michigan Press, 1963
- Ode to the dodo: poems from 1953 to 1978, Cape, 1981, ISBN 978-0-224-01892-0
- War Music. J. Cape. 1981. ISBN 978-0-224-01534-9. Архів оригіналу за 10 червня 2016. Процитовано 24 березня 2019.; University of Chicago Press, 2003, ISBN 978-0-226-49190-5
- Kings: An Account of Books 1 and 2 of Homer's Iliad Farrar, Straus, Giroux, 1991, ISBN 978-0-374-18151-2
- The Husbands: An Account of Books 3 and 4 of Homer's Iliad Farrar, Straus, and Giroux, 1995, ISBN 978-0-374-17391-3
- Selected poems, Faber and Faber, 1996, ISBN 978-0-571-17761-5
- All Day Permanent Red. Macmillan. 2003. ISBN 978-0-374-52929-1. Архів оригіналу за 4 травня 2016. Процитовано 24 березня 2019.
- Cold calls: war music continued, Volume 1, Faber and Faber, 2005, ISBN 978-0-571-20277-5

Проза
- Prince Charming: a memoir, Faber and Faber, 1999, ISBN 978-0-571-19768-2; Faber, 2001, ISBN 978-0-571-20361-1
- Lust. Paris: Ophelia Press. 1959. OCLC 38894237. Архів оригіналу за 13 травня 2016. Процитовано 24 березня 2019.; Olympia Press, 2005, ISBN 978-1-59654-206-8